# 三牌楼大街
32°04′43″N 118°45′59″E / 32.0787098°N 118.7664607°E
三牌楼大街，是南京市鼓楼区的一处街道。原名楼子巷，又名三牌楼，因明代时一户三子分别中状元、榜眼、探花，建三座牌楼而名。明清时此地商贸繁荣，《儒林外史》中王太便在此卖菜为生。1909年通车的宁省铁路便有一站为三牌楼站。1997年拓建，并改为现名。长896米，宽22米。